# Superpohár UEFA 2009
Superpohár UEFA 2009 byl 34. ročník jednozápasové soutěže zvané Superpohár UEFA, pořádané Evropskou fotbalovou asociací UEFA. Zápas se odehrál 28. srpna 2009 na stadionu Stade Louis II. v knížectví Monako. V zápase se každoročně utkává vítěz Ligy mistrů s vítězem Evropské ligy. Účastníky byli vítěz Ligy mistrů UEFA 2008/09 - španělská FC Barcelona a vítěz tehdejšího Poháru UEFA 2008/09 - Ukrajinský Šachtar Doněck. V celku Ukrajinského celku nastoupil i český záložník Tomáš Hübschman.
Samotný zápas se odehrál v režii držitele titulu z Ligy mistrů FC Barcelona, který zvítězil 1-0. Svým gólem z prodloužní rozhodl o výsledku Pedro Rodríguez. FC Barcelona získala již své 3. prvenství v této soutěži.

## Místo konání
Superpohár UEFA 2009 se hrál na stadionu Stade Louis II. v Monaku. Stadion má kapacitu 18 523 diváků a byl otevřen v roce 1939 aby v roce 1985 prošel rekonstrukcí. Superpohár se na tomto stadionu hrál nepřetržitě od roku 1998 a hrál se až do ročníku 2012.

## Zajímavosti
- Jelikož zápas skončil nerozhodným výsledkem v normální hrací době, následovalo 30 minut prodloužení. Pokud by i poté nebylo rozhodnuto, následoval by penaltový rozstřel.
- Zápas se odehrál při dobrých klimatických podmínkách (28 °C, 56% vlhkost vzduchu).
- Superpohár pískala čtveřice rozhodčích z Belgie v čele s hlavním sudím, kterým byl Frank De Bleeckere.

## Statistiky zápasu
| 28. srpna 2009 20:45 |            |                |                                                                     |
| Barcelona            | 1 - 0 (PP) | Šachtar Doněck | Stade Louis II., Monako diváci: 17 738 rozhodčí: Frank De Bleeckere |
| Pedro 115'           | Report     |                | Stade Louis II., Monako diváci: 17 738 rozhodčí: Frank De Bleeckere |

| Barcelona | Šachtar Doněck |

| Barcelona:    |    |                    |       |      |
|               |    |                    |       |      |
| GK            | 1  | Víctor Valdés      |       |      |
| RB            | 2  | Dani Alves         |       |      |
| CB            | 5  | Carles Puyol       |       |      |
| CB            | 3  | Gerard Piqué       |       |      |
| LB            | 22 | Éric Abidal        |       |      |
| DM            | 24 | Yaya Touré         |       | 100' |
| CM            | 6  | Xavi               |       |      |
| CM            | 15 | Seydou Keita       |       |      |
| RW            | 10 | Lionel Messi       | 90+3' |      |
| LW            | 14 | Thierry Henry      |       | 96'  |
| CF            | 9  | Zlatan Ibrahimović |       | 81'  |
| Náhradníci:   |    |                    |       |      |
| GK            | 13 | José Manuel Pinto  |       |      |
| DF            | 19 | Maxwell            |       |      |
| DF            | 33 | Marc Muniesa       |       |      |
| MF            | 16 | Sergio Busquets    |       | 100' |
| FW            | 7  | Eiður Guðjohnsen   |       |      |
| FW            | 11 | Bojan Krkić        |       | 96'  |
| FW            | 17 | Pedro              | 107'  | 81'  |
| Trenér:       |    |                    |       |      |
| Pep Guardiola |    |                    |       |      |

| Šachtar Doněck: |    |                    |       |     |
|                 |    |                    |       |     |
| GK              | 30 | Andrij Pjatov      |       |     |
| RB              | 33 | Darijo Srna        | 65'   |     |
| CB              | 5  | Oleksandr Kučer    | 90+3' |     |
| CB              | 27 | Dmytro Čyhrynskyj  |       |     |
| LB              | 26 | Răzvan Raț         |       |     |
| CM              | 19 | Oleksij Haj        |       | 80' |
| CM              | 3  | Tomáš Hübschman    |       |     |
| RW              | 11 | Ilsinho            | 55'   |     |
| LW              | 22 | Willian            |       | 91' |
| AM              | 7  | Fernandinho        |       | 80' |
| CF              | 17 | Luiz Adriano       |       |     |
| Náhradníci:     |    |                    |       |     |
| GK              | 12 | Rustam Chudžamov   |       |     |
| DF              | 36 | Oleksandr Čyžov    |       |     |
| MF              | 8  | Jádson             |       | 80' |
| MF              | 14 | Vasyl Kobin        | 119'  | 80' |
| MF              | 28 | Oleksij Poljanskyj |       |     |
| FW              | 21 | Oleksandr Hladkyj  |       |     |
| FW              | 77 | Julius Aghahowa    |       | 91' |
| Trenér:         |    |                    |       |     |
| Mircea Lucescu  |    |                    |       |     |

| Asistenti rozhodčího: Peter Hermans Walter Vromans Čtvrtý rozhodčí: Paul Allaerts |

## Vítěz
| Superpohár UEFA 2009 FC Barcelona (3. titul) |